# Glochidion multiloculare
Glochidion multiloculare är en emblikaväxtart som först beskrevs av Johan Peter Rottler och Carl Ludwig von Willdenow, och fick sitt nu gällande namn av Voigt. Glochidion multiloculare ingår i släktet Glochidion och familjen emblikaväxter.

## Underarter
Arten delas in i följande underarter:
- G. m. multiloculare
- G. m. pubescens